# رمیله (لبنان)
رمیله (به عربی: رمیلة) یک منطقهٔ مسکونی در لبنان است که در شهرستان شوف واقع شده‌است. رمیله ۸۰ متر بالاتر از سطح دریا واقع شده‌است.